# Монарх (рід птахів)
Мона́рх (Monarcha) — рід горобцеподібних птахів родини монархових (Monarchidae). Представники цього роду мешкають в Австралії, Мікронезії та Меланезії.

## Види
Рід нараховує дев'ять видів:
- Монарх вохристий (Monarcha rubiensis)
- Монарх сіроголовий (Monarcha cinerascens)
- Монарх масковий (Monarcha melanopsis)
- Монарх чорнокрилий (Monarcha frater)
- Монарх бугенвільський (Monarcha erythrostictus)
- Монарх соломонський (Monarcha castaneiventris)
- Монарх білоголовий (Monarcha richardsii)
- Монарх чорноголовий (Monarcha godeffroyi)
- Монарх тиніанський (Monarcha takatsukasae)

За результатами молекулярно-генетичного дослідження 2005 року 19 видів, які раніше відносили до роду Монарх (Monarcha), переведено до відновленого роду Symposiachrus, а 3 види — до відновленого роду Carterornis.